# Anouar El Moukhantir
Anouar Ahmed El Moukhantir (* 30. August 1997 in Darmstadt) ist ein deutscher Fußballspieler.

## Karriere
El Moukhantir begann seine Karriere beim 1. Simmeringer SC. 2011 kam er in die Akademie des FK Austria Wien. Mit der U-19-Mannschaft der Austria nahm er in der Saison 2013/14 an der UEFA Youth League teil, bei der man das Achtelfinale erreichte. El Moukhantir kam zu einem Einsatz gegen Atlético Madrid.
Im März 2015 spielte er erstmals für die Amateure der Austria in der Regionalliga, als er am 19. Spieltag der Saison 2014/15 gegen die Amateure des FC Admira Wacker Mödling in der Startelf stand.
Im September 2017 erzielte er bei einem 3:1-Sieg gegen den FC Stadlau seinen ersten Treffer für Austria II. Mit der Zweitmannschaft der Austria konnte er 2018 in die 2. Liga aufsteigen.
Sein Debüt in der zweithöchsten Spielklasse gab er im Juli 2018, als er am ersten Spieltag der Saison 2018/19 gegen die Kapfenberger SV in der Startelf stand. Zur Saison 2020/21 rückte er in den Kader der ersten Mannschaft der Austria. Für die Profis der Austria sollte er aber nie zum Einsatz kommen, aber der Saison 2022/23 war er wieder nur noch Teil des Zweitligateams. Nach dem Abstieg aus der 2. Liga verließ er die Austria nach der Saison 2022/23.
Im August 2023 wechselte El Moukhantir nach Finnland zum Erstligisten FC Lahti. Für Lahti absolvierte er acht Partien in der Veikkausliiga, in denen er dreimal traf. Nach der Saison 2023 verließ er die Finnen wieder und kehrte im Januar 2024 nach Österreich zurück, wo er sich dem Zweitligisten FC Admira Wacker Mödling anschloss. Für die Admira kam er zu 24 Zweitligaeinsätzen. Nach der Saison 2024/25 verließ er den Verein.